# Yga Kostrzewa

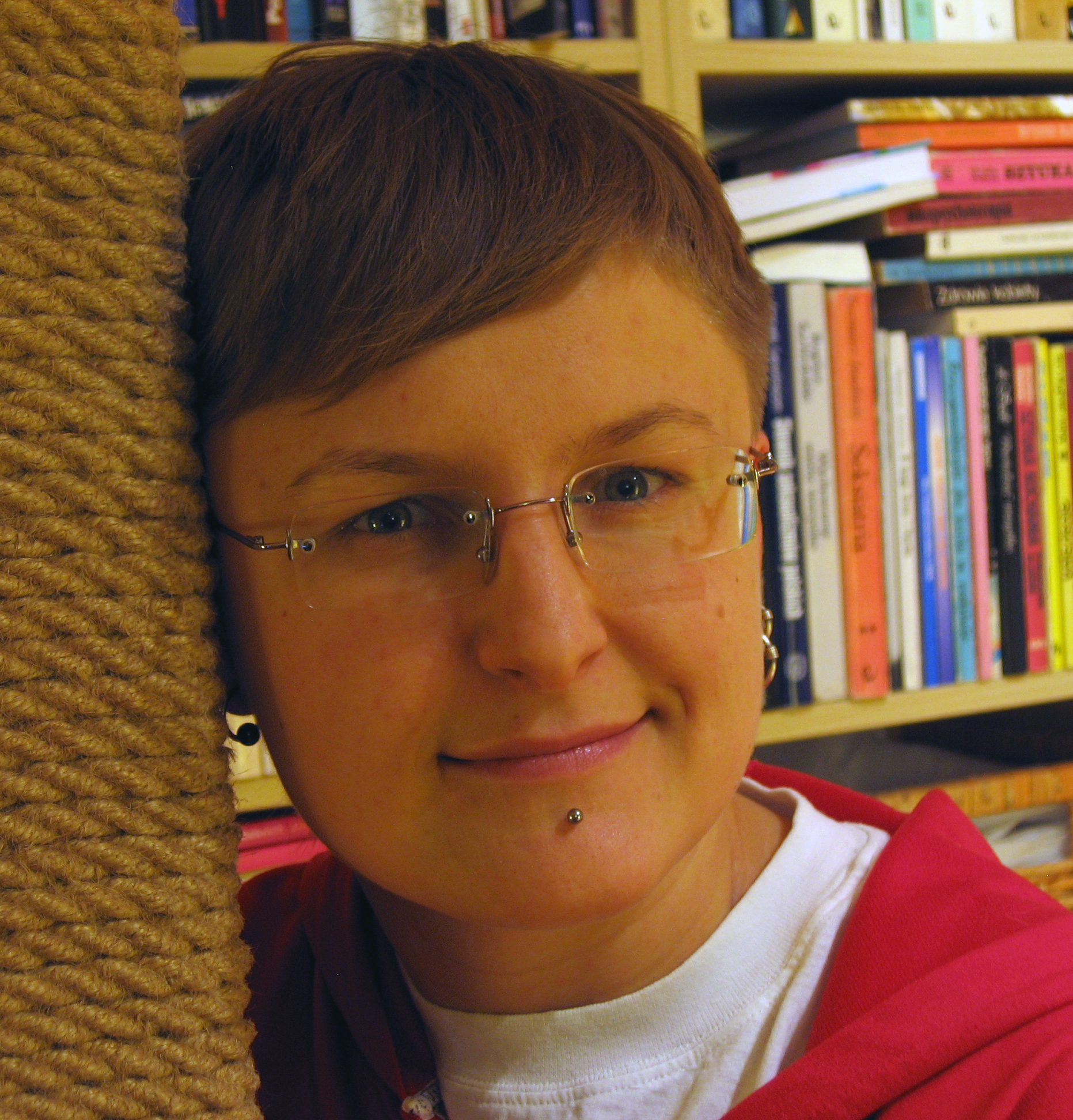
Yga Kostrzewa

Yga Kostrzewa, właściwie Inga Krystyna Kostrzewa (ur. 12 września 1973) – polska działaczka społeczna, związana z ruchami na rzecz osób ze społeczności LGBT.

## Życiorys
Ukończyła Państwową Szkołę Muzyczną I stopnia im. T. Bairda w Grodzisku Mazowieckim w klasie skrzypiec i perkusji. Ukończyła zarządzanie na Uniwersytecie Warszawskim w 1998, broniąc przygotowanej pod kierunkiem Moniki Kostery pracy magisterskiej Promocja a kształtowanie wyobraźni ekonomicznej. Wizerunki przesiębiorstw handlu zagranicznego w latach 1970–1998. Absolwentka gender studies w Instytucie Stosowanych Nauk Społecznych Uniwersytetu Warszawskiego. 
W latach 1998-2024 działaczka Stowarzyszenia Lambda Warszawa; pełniła w nim funkcję przewodniczącej (2005–2007) i rzeczniczki prasowej (2002-2022). Przy pomocy UNDP (Program Narodów Zjednoczonych ds. Rozwoju) współorganizowała program „Propagowanie bezpieczniejszych zachowań seksualnych wśród lesbijek i gejów”. Jest też członkinią Porozumienia Kobiet 8 Marca i członkinią Rady Programowej Kongresu Kobiet.
Uczestniczyła w kampanii informacyjnej „Niech nas zobaczą”. Współorganizatorka warszawskich Parad Równości (w latach 2004-2010) oraz marcowych kobiecych manif. Autorka publikacji prasowych, wykładów i konferencji naukowych na temat społeczności LGBT+. Zabiera głos w debatach publicznych na temat społeczności LGBT+. Przedstawiła Ministerstwu Edukacji Narodowej i Sportu raport Lambdy Warszawa o mniejszościach seksualnych w podręcznikach do wychowania o życiu w rodzinie. Jest też inicjatorką ruchu społecznego „Nasza Sprawa”. Pomysłodawczyni i jedna z osób organizujących w 2008 r. akcję „Odkrywamy się”, we współpracy z „Gazetą Wyborczą”. Człowiek Dużego Formatu Gazety Wyborczej 2006. Inicjatorka i współautorka publikacji „Jak pisać i mówić o osobach LGBTQIAP+” (Wydawnictwo Newsroom, czerwiec 2024).
Była członkinią Grupy Inicjatywnej do spraw związków partnerskich założonej w 2009 roku. W maju 2011 roku dwa projekty ustawy o związkach partnerskich autorstwa tej grupy zostały złożone w Sejmie.
W 2010 startowała z rekomendacji partii Zieloni 2004 z listy SLD w wyborach samorządowych w okręgu warszawskiego Mokotowa. W 2014 była kandydatką Europy Plus do Parlamentu Europejskiego.
Członkini Rady Honorowej QueerMuzeum w Warszawie. 

### Zaangażowanie w Paradę Równości w 2005
Po tym jak ówczesny Prezydent Miasta Stołecznego Warszawy Lech Kaczyński zakazał Parady Równości w Warszawie 10 czerwca 2005, Yga Kostrzewa była jedną z 7 organizatorów wieców stacjonarnych, które zostały zorganizowane w miejsce zakazanego marszu. Decyzją prezydenta miasta także 5 z tych 7 wieców zostało zakazanych. Sprawa została skierowana do Europejskiego Trybunału Praw Człowieka w Strasburgu, gdzie Tomasz Bączkowski, Tomasz Szypuła, Yga Kostrzewa oraz organizatorzy pozostałych zakazanych wieców, wspierani przez Helsińską Fundację Praw Człowieka, wnieśli swoją skargę. Trybunał wskazał naruszenie Europejskiej Konwencji Praw Człowieka przez zakaz parady.

### Życie prywatne
Jest osobą biseksualną; publicznego coming outu dokonała w 1998 roku na łamach czasopisma „SHE”. W sierpniu 2002 r. wraz ze swoją partnerką wystąpiła na okładce „Newsweeka”.

## Publikacje książkowe
- 2008: Nowe kierunki w zarządzaniu. Podręcznik akademicki (współautorka), Wydawnictwa Akademickie i Profesjonalne, Warszawa 2008, ISBN 978-83-60807-66-8
- 2009: HomoWarszawa. Przewodnik kulturalno-historyczny (współautorka)[15], Wydawnictwo Abiekt.pl, Warszawa 2009; ISBN 978-83-926968-1-0